# Chronicon Lethrense
Chronicon Lethrense (em dinamarquês:  Lejrekrøniken; LITERALMENTE Crónica de Lejre) é uma pequena crónica histórica medieval dinamarquesa do século XII, escrita por um autor desconhecido em latim. A obra trata do reis lendários de Lejre, da fundação do reino da Dinamarca e da mudança da casa real de Lejre para a nova cidade de Roskilde, empreendida pelo rei Ro. Precedeu as obras de Svend Aagesen e Saxão Gramático, que a teriam provavelmente usado como fonte nas suas obras posteriores. Existem atualmente quatro cópias do manuscrito original:

- Inserida nos Anais de Lund (Annales Lundenses; século XIII)
- Dois manuscritos na Coleção Arne Magnusson, em Copenhaga
- Um manuscrito na Universidade de Erfurt, na Alemanha